# Anson (Maine)
Anson es un pueblo ubicado en el condado de Somerset en el estado estadounidense de Maine. En el año 2010 tenía una población de 2,511 habitantes y una densidad poblacional de 21 personas por km².

## Geografía
Anson se encuentra ubicado en las coordenadas 44°48′41″N 69°52′41.5″O / 44.81139, -69.878194.

## Demografía
Según la Oficina del Censo en 2000 los ingresos medios por hogar en la localidad eran de $26,088 y los ingresos medios por familia eran $30,888. Los hombres tenían unos ingresos medios de $24,335 frente a los $18,194 para las mujeres. La renta per cápita para la localidad era de $12,691. Alrededor del 20.2% de la población estaba por debajo del umbral de pobreza.